# Berna
Berna è una frazione svizzera di 133 791 abitanti.
Berna (AFI: /ˈbɛrna/; in tedesco Bern; in alemanno Bärn; in francese Berne; in romancio Berna) è una città federale della Svizzera, sede dei suoi organi federali nonché de facto sua capitale.
In Svizzera non vi sono disposizioni normative che designino formalmente una "capitale" dello Stato federale; Berna svolge tali funzioni con il nome di città federale (Bundesstadt in tedesco e ville fédérale in francese). L'articolo 58 della legge sull'organizzazione del governo e dell'amministrazione stabilisce comunque che Berna è la sede amministrativa del Consiglio federale, dei Dipartimenti e della Cancelleria dello Stato.
La città di Berna è anche la capitale del Canton Berna, il secondo per popolazione tra i 26 Cantoni svizzeri. Si tratta della quinta città per popolazione della Svizzera dopo Zurigo, Ginevra, Basilea e Losanna.

## Geografia fisica

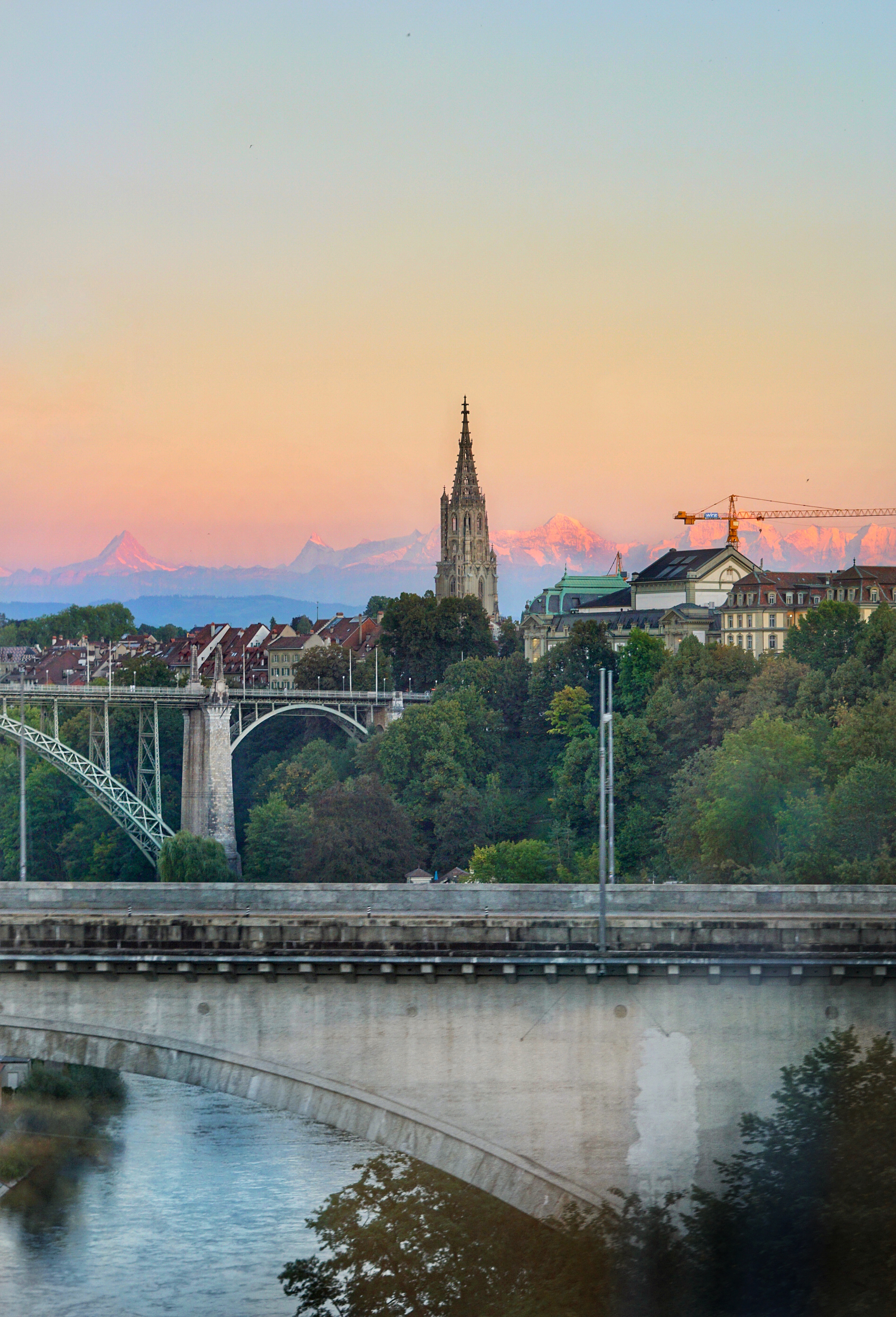

Berna si trova su un altopiano nel Canton Berna, leggermente ad ovest rispetto al centro della Svizzera e a 20 km a nord delle Alpi bernesi. La campagna intorno a Berna fu modellata dai ghiacciai durante l'era glaciale più recente. I due monti più vicini alla città sono il Monte Gurten con una altezza di 958 metri e il Monte Bantiger con un'altezza di 947 metri.

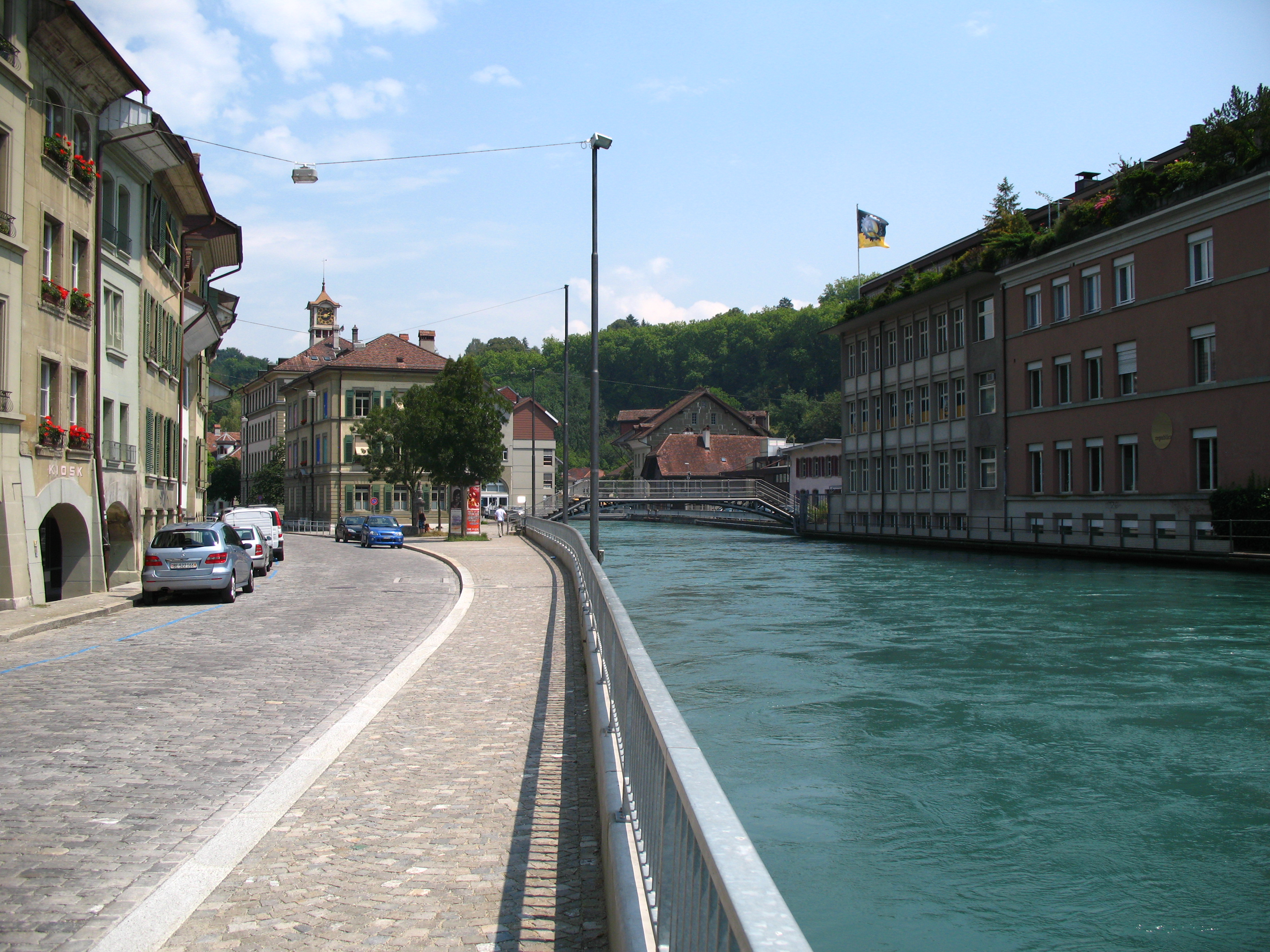
Il fiume Aare.

La città fu costruita su una penisola collinare circondata dal fiume Aar, ma superò i confini naturali nel XIX secolo. Un certo numero di ponti furono costruiti per permettere alla città di espandersi oltre l'Aare.
Berna è costruita su un terreno molto irregolare. Ci sono alcune decine di metri di altezza di differenza tra i quartieri della città interna sull'Aare e quelli superiori.

Il centro storico di Berna.

Berna ha una superficie di 51,62 km². Di questa zona, 9,79 km², 19,0% della superficie, è utilizzata per scopi agricoli, mentre 17,33 km², 33,6%, è composta di boschi. I restanti 23,25 km², 45,0%, è occupato da edifici o da strade, 1,06 km², 2,1%, da fiumi o laghi e 0,16 km², lo 0,3%, da terra improduttiva.
Del centro abitato, il 3,6% è costituito da edifici industriali, il 21,7% da abitazioni e da altri edifici, e il 12,6% è dedicato alle infrastrutture e ai trasporti. Il 6,0% del centro abitato è costituito da parchi, aree verdi e campi sportivi.
Sovrastata dal panorama alpino, la capitale svizzera è anche un'attrattiva turistica. Vi si trovano sei chilometri di porticati, fontane figurative rinascimentali e la cattedrale. La vita notturna è animata da locali di vario genere, spesso situati all'interno di palazzi ottocenteschi o medioevali.

## Origine del nome
L'etimo del nome Berna è incerto. Secondo una leggenda locale, Berthold V di Zähringen fondatore della città, scelse come nome quello del primo animale che incontrò a caccia, che si rivelò essere un orso (Bär). L'orso, d'altro canto, è l'animale araldico, del sigillo e dello stemma di Berna almeno dall'anno 1220. È stata a lungo considerata probabile l'ipotesi che la città prenda il nome dalla città italiana di Verona, che all'epoca era conosciuta come Berna nell'alto medioevo tedesco. Dopo il ritrovamento di una tavoletta di zinco nel 1980 che riportava un'iscrizione in lingua celtica, è ora più probabile supporre che la città prenda il nome da un preesistente toponimo, forse dal significato di "fessura", "fenditura".

## Storia

### Età antica

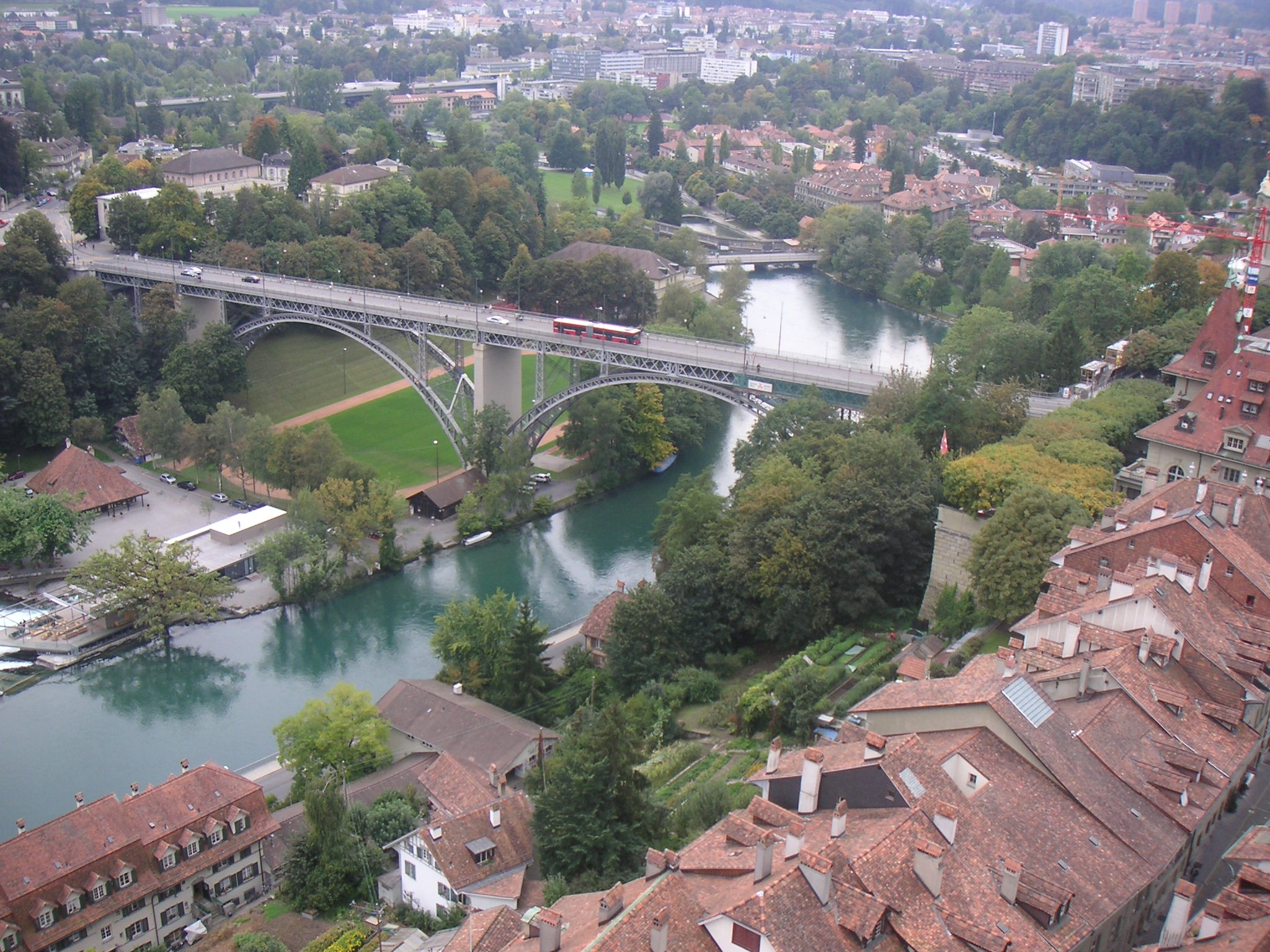
Veduta aerea di Berna con la Kirchenfeldbrücke (1883).

Non esiste alcuna prova archeologica che indichi un insediamento sul sito del centro cittadino odierno prima del XII secolo. Nell'antichità un villaggio celtico si trovava sull'Engehalbinsel, a nord di Berna, fortificato nel II secolo a.C., che si pensa essere uno dei dodici forti degli Elvezi menzionati da Giulio Cesare nel suo De Bello Gallico. Durante l'epoca romana fu costruita una piccola cittadina gallo-romana sullo stesso sito del forte degli Elvezi.

### Età medievale
Nel Medioevo vi era un insediamento a Bümpliz, oggi un quartiere della città di Berna, circa 4 km dalla città medievale.
La città medievale fu fondata da Berthold V di Zähringen, che salì al potere in Alta Borgogna nel XII secolo. Secondo la storiografia del XIV secolo (Cronica de Berno, 1309), Berna fu fondata nel 1191 proprio da Berthold V sul fiume Aare.
Nel 1218 Berthold V morì senza designare un erede al trono; così Berna fu dichiarata libera città imperiale dall'imperatore del Sacro Romano Impero Federico II di Svevia.

#### La Vecchia Confederazione Elvetica
Nel 1353 Berna si unì alla giovane Confederazione Elvetica, diventando uno degli "Otto Cantoni" del periodo dal 1353 al 1481. Berna invase e conquistò nel 1415 Argovia e nel 1536 Vaud e altri territori più piccoli, diventando così la più grande città-stato a nord delle Alpi. Nel XVIII secolo il territorio di Berna comprese la maggior parte di quelli che oggi sono il Canton Berna e il Vaud.

### Età moderna
Inizialmente nel 1191 la Torre Zytglogge segnava il confine occidentale della città, cosa che terminò nel 1256, quando la Torre Käfigturm assunse questo ruolo fino al 1345, che fu poi superata dalla Torre Christoffelturm, situata vicina all'odierna stazione ferroviaria, fino al 1622. Durante il periodo della Guerra dei Trent'anni due nuove fortificazioni, le cosiddette Groß e Klein Schanze, furono costruite per proteggere l'intera città.

### Età contemporanea
Berna fu occupata dalle truppe francesi nel 1798 durante la Rivoluzione Francese, quando fu privata di parte dei suoi territori. Riprese il territorio perduto dell'Oberland bernese nel 1802 e nel Congresso di Vienna del 1814 acquisì il territorio del Giura bernese, ancora una volta, diventando il più grande cantone della confederazione, fino a quando nel 1979 avvenne la secessione del Canton Giura. Nel 1848 Berna fu dichiarata città federale e sede dell'Assemblea federale del nuovo Stato federale svizzero. Nel 1919 ha inglobato il comune soppresso di Bümpliz.
Molti congressi internazionali si svolsero a Berna, in particolare durante la prima guerra mondiale, quando la Svizzera era neutrale.
La popolazione della città passò da circa 5'000 nel XV secolo a circa 12'000 nel 1800 per poi passare ai 60'000 del 1900, superando la soglia dei 100'000 nel corso del 1920. La popolazione raggiunse il picco massimo nel corso del 1960, a 165'000, e da allora è diminuita leggermente, passando al di sotto di 130'000 nel 2000. Il 31 dicembre 2009, la popolazione residente a Berna era 130'289, di cui 101'627 erano cittadini svizzeri e 28'662 stranieri. Un'altra stima precisa che 350'000 persone vivono nell'agglomerato urbano nei dintorni della capitale elvetica.

## Monumenti e luoghi d'interesse

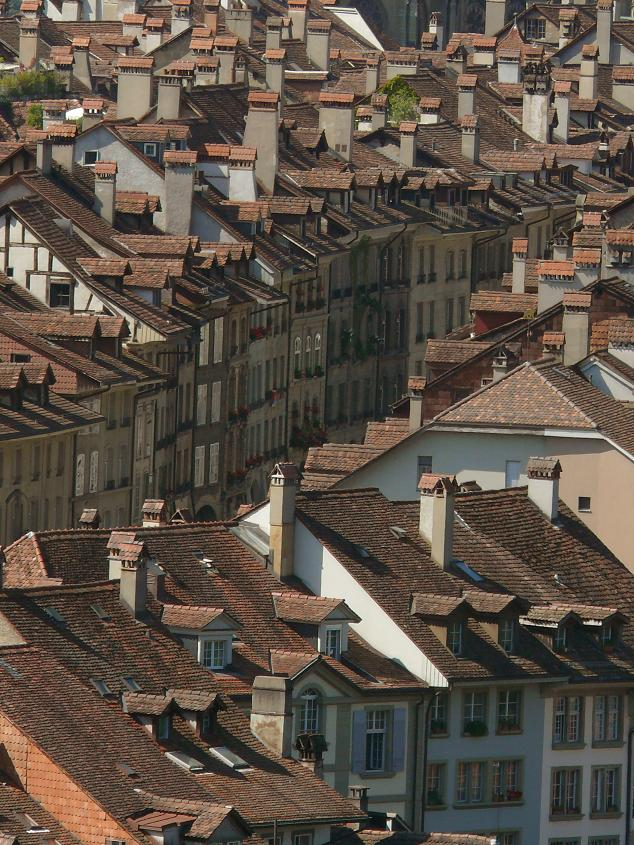
Case della città vecchia di Berna.

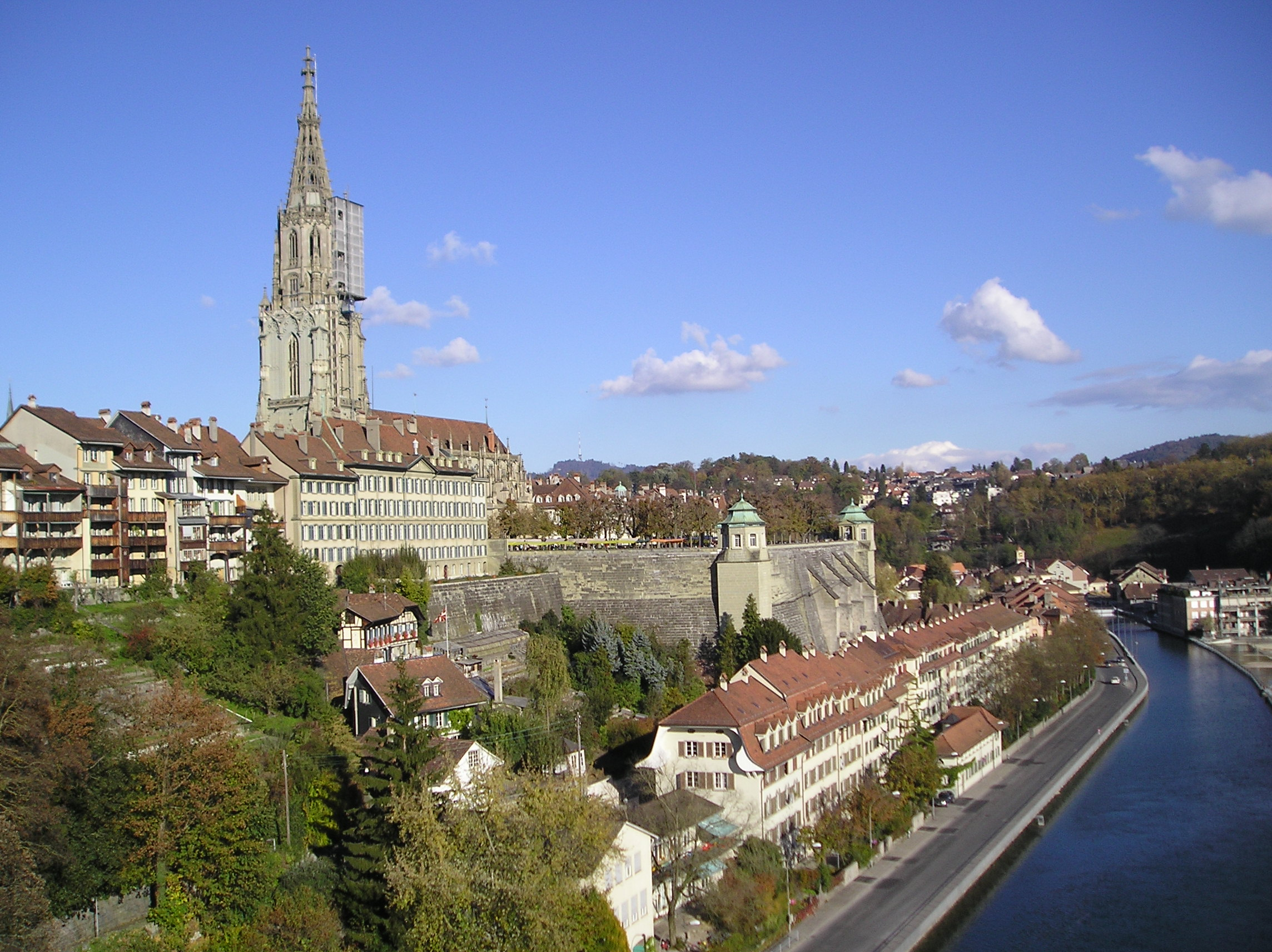
La cattedrale (Münster).

Berna rappresenta una delle più importanti testimonianze di architettura medievale in Europa. Il nucleo della città è stato dichiarato patrimonio dell'umanità dall'UNESCO:
- Il più famoso monumento di Berna è la torre Zytglogge, la medievale torre dell'orologio, con le sue statuine animate. Un altro sito degno di nota è il Bundeshaus (la sede del parlamento e dell'amministrazione federale);
- Molto conosciuto è il Münster, la Cattedrale di Berna: la sua costruzione iniziò nel 1421 per terminare solo nel 1893, con il definitivo completamento della torre campanaria, la più alta in tutta la Confederazione Elvetica. L'interno dell'edificio, di impronta tardogotica, è caratterizzato dalla presenza di tre imponenti navate parallele: è assente la tradizionale navata trasversale;
- La fossa degli orsi;
- La torre Zytglogge con gli orologi, il carillon e gli automi;
- Il Dählhölzli.

## Società

### Evoluzione demografica
Berna ha una popolazione di 133 115 abitanti. Nel 2011, il 24,7% della popolazione era costituita da cittadini stranieri. La maggior parte della popolazione parla tedesco (81,2%), italiano (3,9%) e francese (3,6%).La speranza di vita è 79 anni per gli uomini e di 84 per le donne inoltre la disoccupazione è molto bassa (solo il 4,5%). 

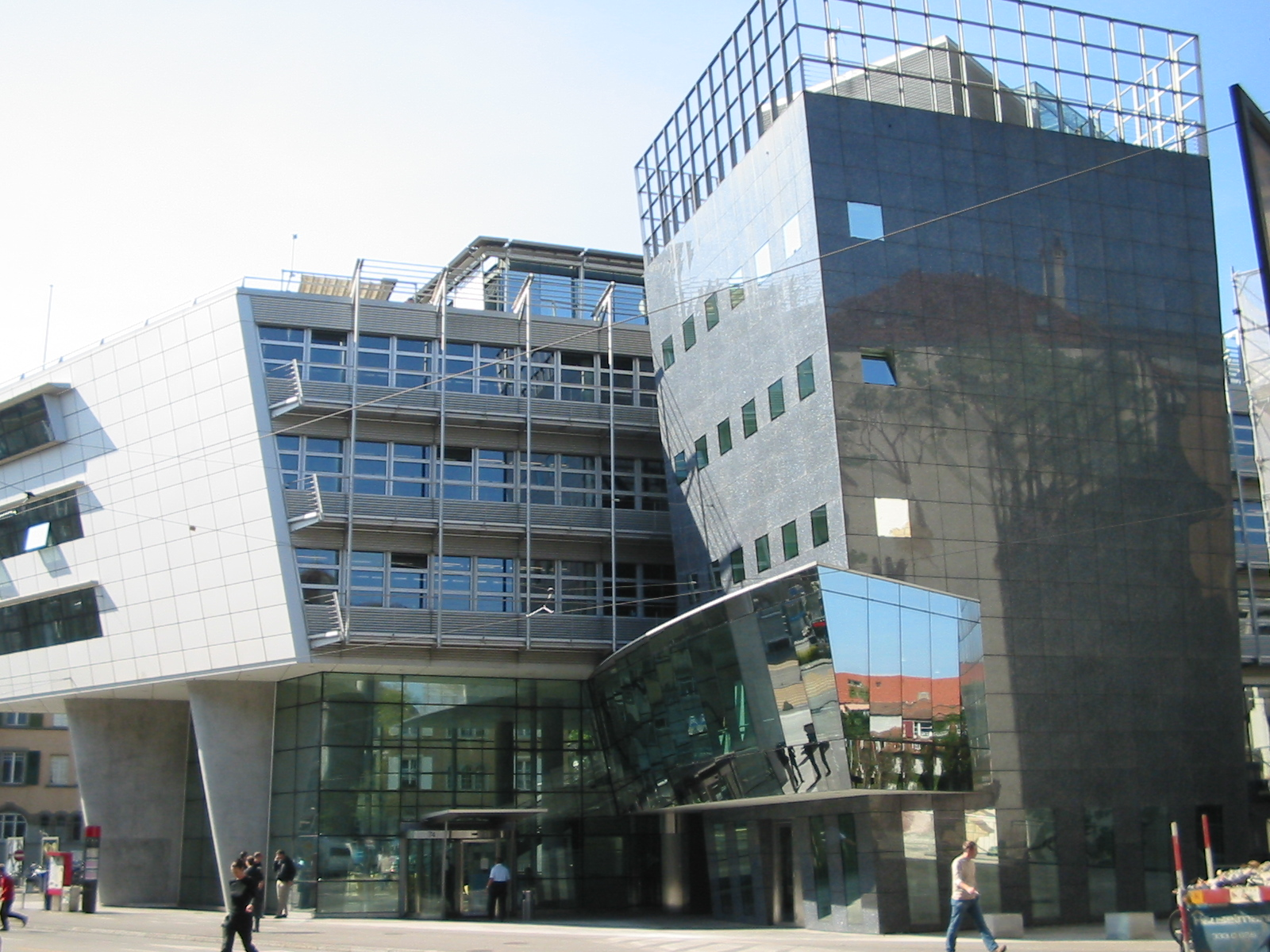
Un palazzo dell'amministrazione federale (1995-96) nella capitale svizzera.

Il 52,7% della popolazione è composto da donne, il 47,3% da uomini. Nel 2000, i bambini e i ragazzi (0-19 anni) costituivano il 15,1% della popolazione, gli adulti (20-64 anni) il 65% e gli anziani (oltre i 64 anni) il 19,9%.
A Berna circa il 72,8% della popolazione (tra i 25 e i 64 anni) ha completato l'istruzione secondaria superiore o l'Università.
La città di Berna ha un tasso di disoccupazione del 2.9%. Nel 2005, in città erano presenti 104 aziende che lavoravano nel settore primario, 1'094 nel settore secondario e 7'638 nel settore terziario, con 131'659 persone che sono impiegate in questo settore.
L'evoluzione demografica è riportata nella seguente tabella (dal 1850 con Bümpliz):
Abitanti censiti

Abitanti censiti

## Clima
| Berna               | Mesi | Mesi | Mesi | Mesi | Mesi | Mesi | Mesi | Mesi | Mesi | Mesi | Mesi | Mesi | Stagioni | Stagioni | Stagioni | Stagioni | Anno |
| Berna               | Gen  | Feb  | Mar  | Apr  | Mag  | Giu  | Lug  | Ago  | Set  | Ott  | Nov  | Dic  | Inv      | Pri      | Est      | Aut      | Anno |
| ------------------- | ---- | ---- | ---- | ---- | ---- | ---- | ---- | ---- | ---- | ---- | ---- | ---- | -------- | -------- | -------- | -------- | ---- |
| T. max. media (°C)  | 2,7  | 4,6  | 8,9  | 12,9 | 17,3 | 20,8 | 23,2 | 22,4 | 19,3 | 13,7 | 7,7  | 3,8  | 3,7      | 13,0     | 22,1     | 13,6     | 13,1 |
| T. min. media (°C)  | −2,8 | −1,9 | 0,3  | 3,4  | 7,2  | 10,5 | 12,4 | 11,9 | 9,7  | 5,5  | 1,1  | −1,9 | −2,2     | 3,6      | 11,6     | 5,4      | 4,6  |
| Precipitazioni (mm) | 68   | 65   | 57   | 64   | 79   | 96   | 88   | 113  | 76   | 59   | 80   | 66   | 199      | 200      | 297      | 215      | 911  |

## Cultura

### Istruzione
A Berna hanno sede diversi istituti di formazione come l'Università di Berna e la clinica universitaria Inselspital.
La Scuola universitaria professionale di Berna, il World Trade Institute, la scuola internazionale e la scuola francese concorrono ad accrescere il fascino della regione.

### Biblioteche e archivi
A Berna hanno sede la Biblioteca nazionale svizzera, nonché l'Archivio federale svizzero.

### Musei
Il Kunstmuseum Bern è il museo di belle arti della capitale svizzera. Vi sono poi l'Historisches Museum Bern (museo storico dov'è conservato lo Scudo di Stabio), il Museo di storia naturale, il Museo Alpino, il Museo delle Poste, l'Einstein Museum.
Un contributo determinante alla vita culturale bernese è inoltre fornito dal Zentrum Paul Klee (inaugurato nel 2005, progettato da Renzo Piano). Oltre ad essere un museo indirizzato a conservare ed esporre le opere del grande artista, il Zentrum Paul Klee è una istituzione che offre alla cittadinanza concerti, conferenze, dibattiti, convegni, e iniziative rivolte specificamente ai giovani.

### Musica
Sul Monte Gurten si tiene il Gurtenfestival, famoso festival musicale.
Nel centro storico si trova il BernTheatre, teatro d'Opera sede della Bern Symphony Orchestra.

## Geografia antropica

### Distretti e quartieri

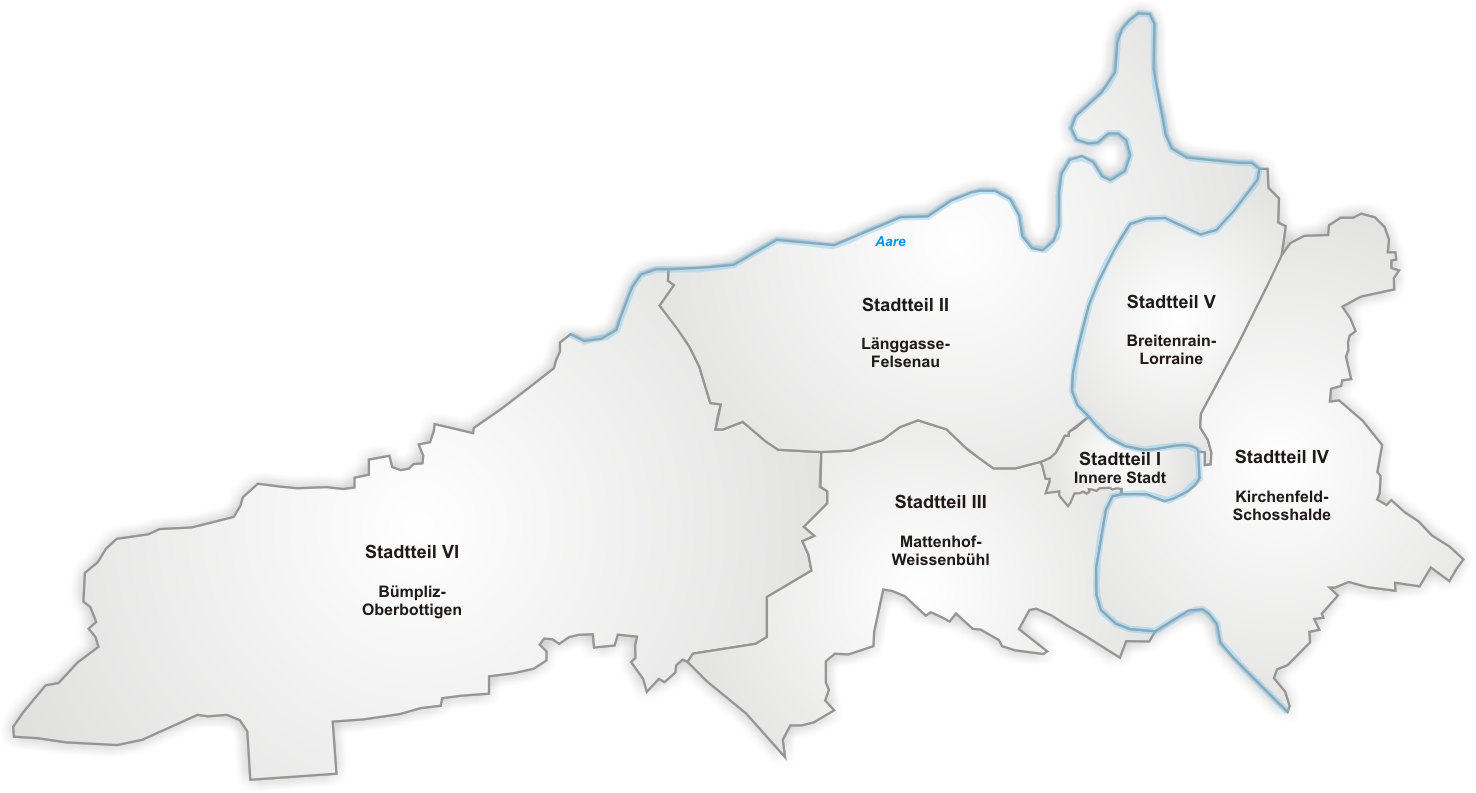
I distretti di Berna.

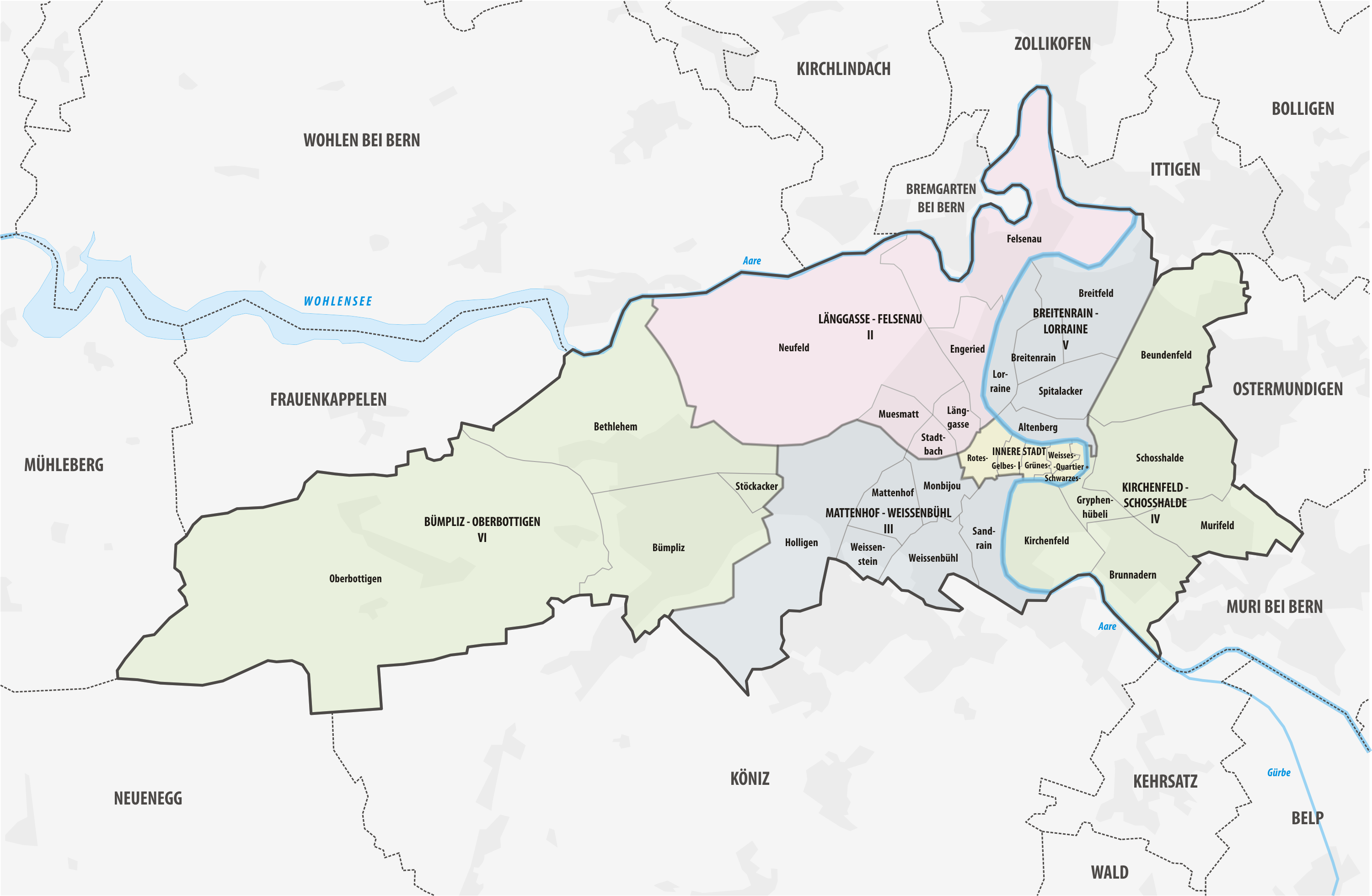
I quartieri di Berna.

Berna è divisa in sei distretti (Stadtteile), suddivisi in molti quartieri (Quartiere).
| Distretto                             | Quartieri                                                                  |  |
| ------------------------------------- | -------------------------------------------------------------------------- |  |
| I Distretto: Innere Stadt             | Centro storico                                                             |  |
| II Distretto: Länggasse-Felsenau      | Engeried, Felsenau, Neufeld, Länggasse, Stadtbach, Muesmatt                |  |
| III Distretto: Mattenhof-Weissenbühl  | Holligen, Weissenstein, Mattenhof, Monbijou, Weissenbühl, Sandrain         |  |
| IV Distretto: Kirchenfeld-Schosshalde | Kirchenfeld, Gryphenhübeli, Brunnadern, Murifeld, Schosshalde, Beundenfeld |  |
| V Distretto: Breitenrain-Lorraine     | Altenberg, Spitalacker, Breitfeld, Breitenrain, Lorraine                   |  |
| VI Distretto: Bümpliz-Oberbottigen    | Bümpliz, Oberbottigen, Stöckacker, Bethlehem, Brünnen                      |  |

## Economia
La regione di Berna è il principale centro economico del Canton Berna. La regione di Berna ospita importanti imprese, come Swisscom, T-Systems, Haag & Streit, ZLB Bioplasma, Berna Biotech, eBay, Frito-Lay, Peugeot (Suisse), Schneider Elektrik ecc. Essa dispone inoltre della più alta densità di aziende di consulenza economica, uffici legali e fiduciarie di tutta la Svizzera. Ha anche sede la Società svizzera di radiotelevisione SRG SSR.

## Infrastrutture e trasporti

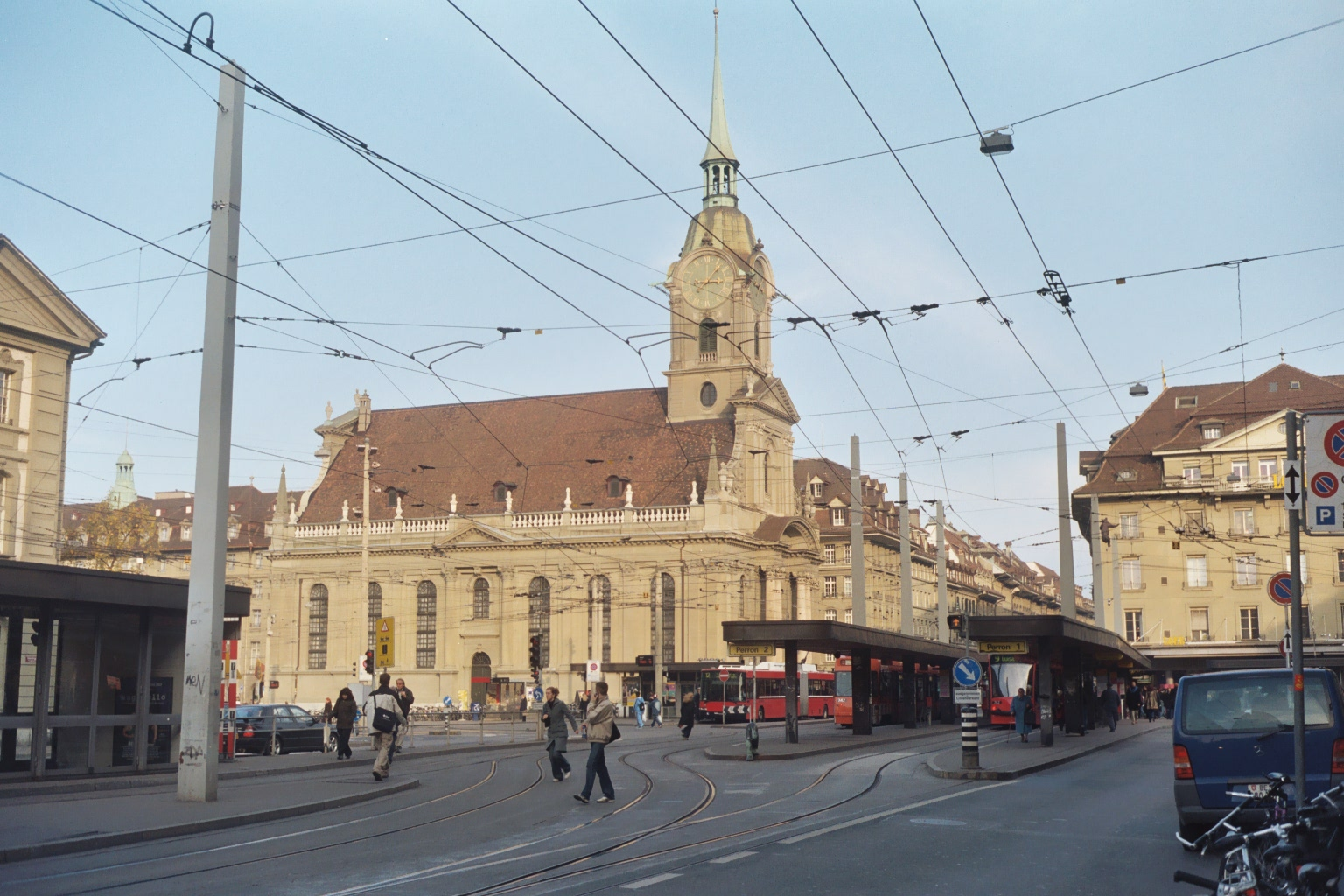
Stazione tramviaria nel centro.

Il trasporto cittadino è gestito principalmente dalla società Bernmobil e consta di linee tranviarie (Rete tranviaria di Berna) e di autobus (di colore rosso). Il traffico in periferia è però anche parzialmente servito da linee di Autopostale e della RBS.

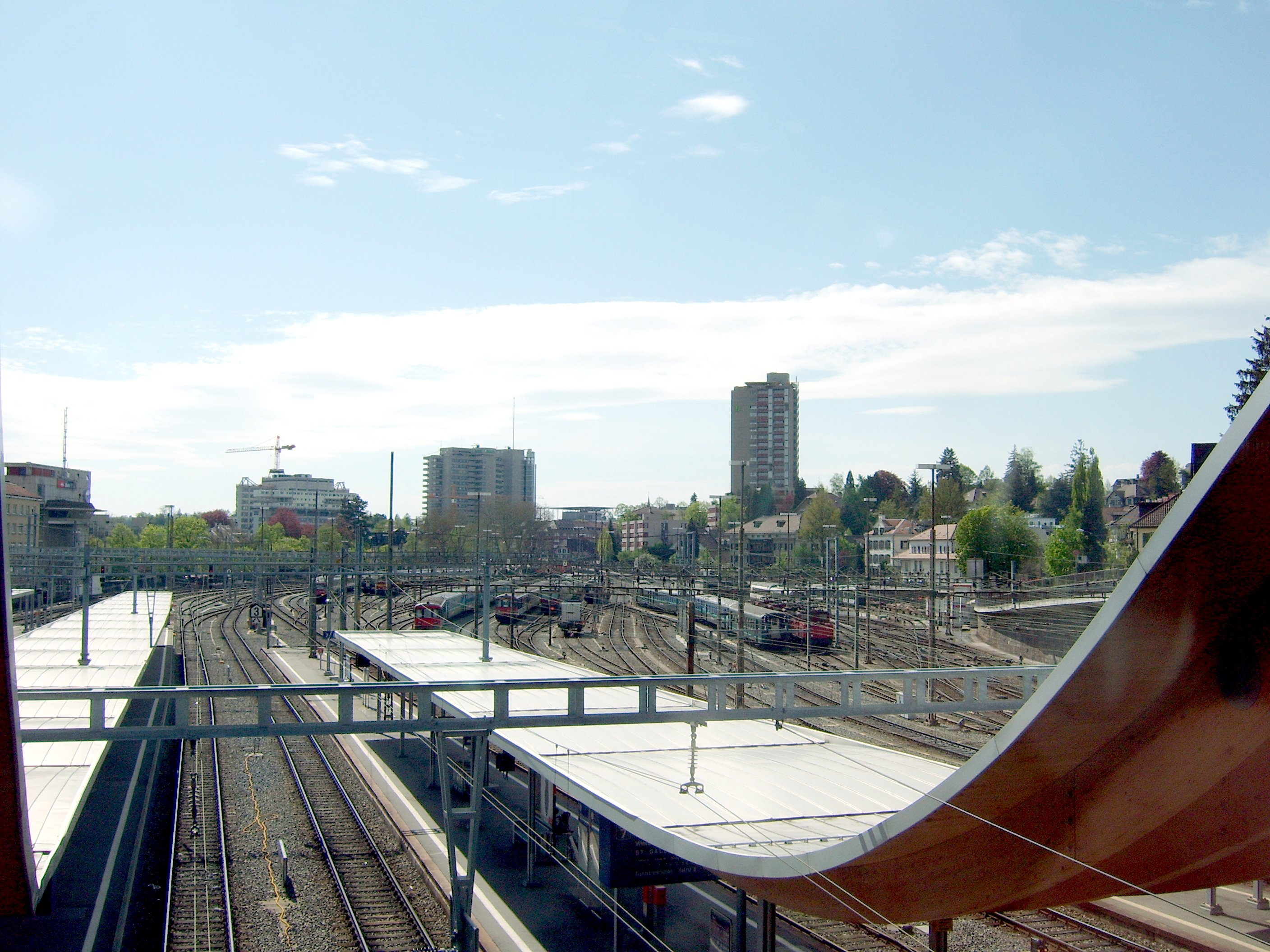
Una stazione ferroviaria della città.

La stazione ferroviaria principale è la seconda stazione più grande della Svizzera, dopo Zurigo ed è situata vicino alla città vecchia. È un importante nodo per il traffico internazionale e per la rete S-Bahn regionale. Da qui partono treni diretti alle principali città svizzere e per la Germania (ICE), Francia (TGV), Italia (Cisalpino) e Spagna (Talgo). Ha un particolare accesso sotterraneo, con numerosi negozi all'interno della galleria interrata; la stazione e l'esterno hanno subito un rinnovamento in occasione dell'Euro 2008 di Calcio tenutosi a Berna e in altre città della Svizzera e Austria.

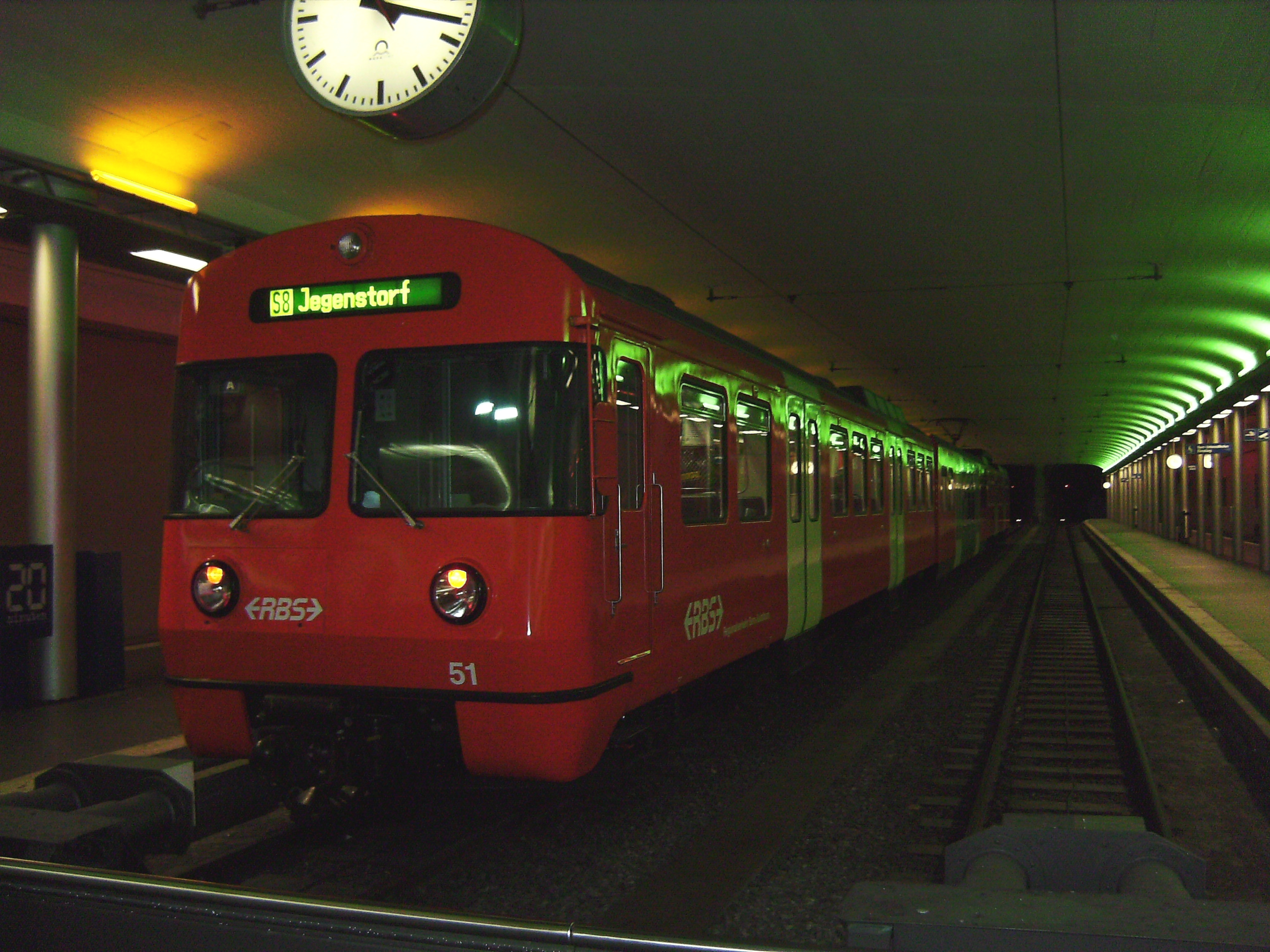
Stazione ferroviaria sotterranea.

La rete S-Bahn di Berna collega la città con la regione circostante, anche oltre i confini cantonali. La S-Bahn raggiunge Thun, l'Emmental, Bienne, Soletta, Neuchâtel, Friburgo, Schwarzenburg. È gestita dalle società BLS SA, per lo scartamento normale, e RBS, a scartamento ridotto e con il terminale nel piano sotterraneo della stazione di Berna.
Berna è servita specialmente per voli charter dall'Aeroporto di Berna-Belp, che si trova sul territorio di Belp, a sud della città.

## Sport

### Calcio

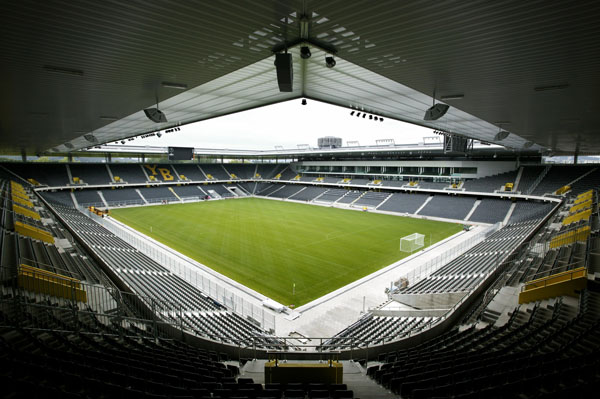
Lo Stade de Suisse (2005).

Berna ospitò la finale del Campionato mondiale di calcio del 1954 tra Ungheria e Germania Ovest, che vide vincitrice del torneo la Germania Ovest, che batté gli ungheresi per 3-2.
La squadra di calcio Berner Sport Club Young Boys ha sede a Berna allo Stade de Suisse, che fu anche uno degli stadi che ospitarono il campionato europeo di calcio 2008. Altra squadra di Berna è la Fussballclub Bern che milita in 1ª lega, quarto livello del campionato elvetico. 
Lo Stade de Suisse ospitò tre partite durante la UEFA 2008.

### Hockey su ghiaccio

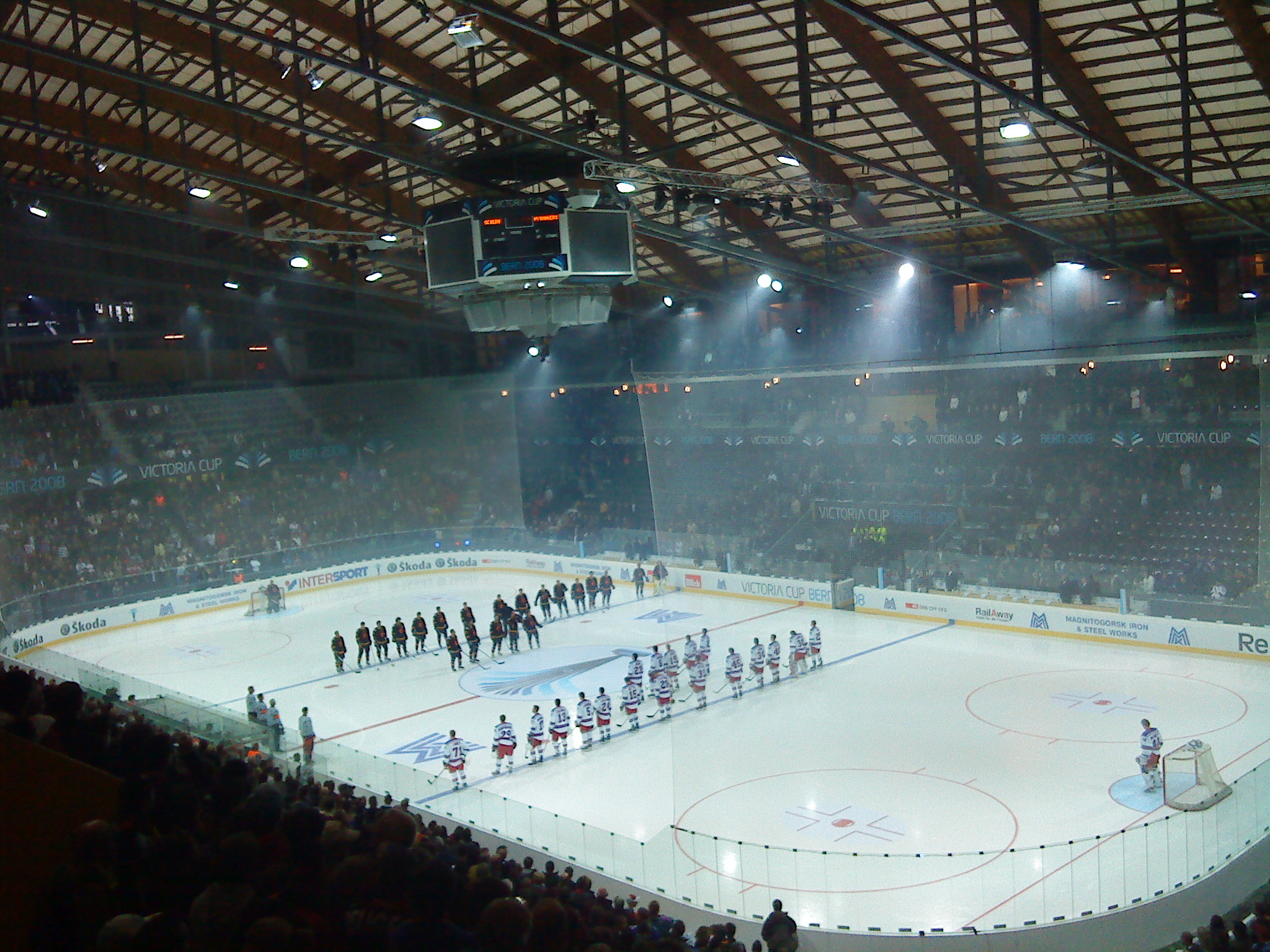
Lo stadio di hockey su ghiaccio, la PostFinance-Arena.

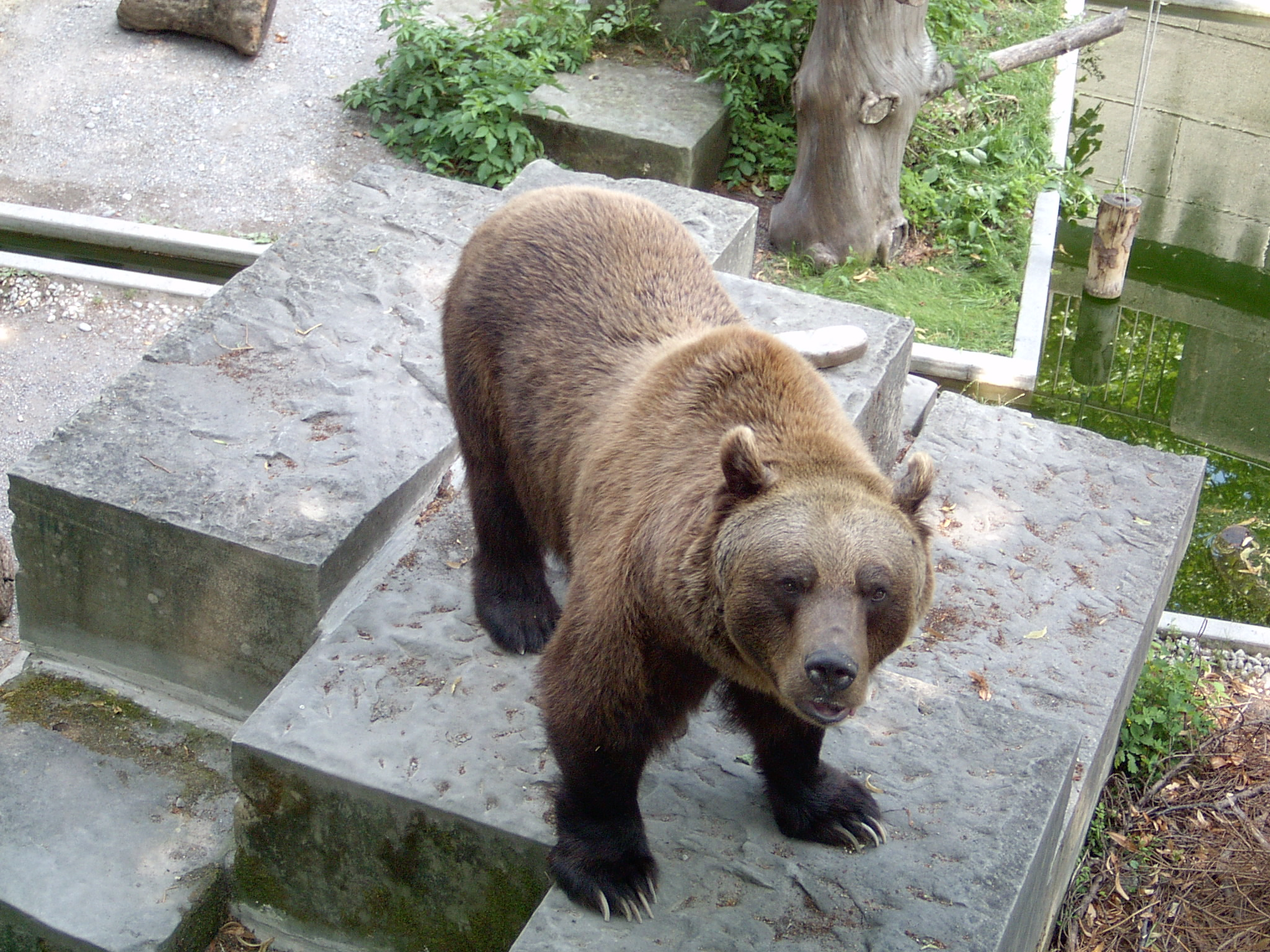
L'orso della Bärengraben.

Lo Schlittschuh Club Bern è la principale squadra di hockey su ghiaccio di Berna, con sede alla PostFinance-Arena; milita nel massimo campionato nazionale e nella Champions Hockey League.
La PostFinance-Arena ospitò il Campionato mondiale di hockey su ghiaccio del 2009.

### Altri sport
Il BSV Berna è la squadra di pallamano della città e conta tre titoli nazionali.
I Bern Cardinals sono la squadra cittadina di baseball e softball.
Bern Grizzlies è il nome del club di football americano di Berna, 4 volte campione nazionale.
Il Bern Rugby Club è la squadra locale di rugby.
A Berna sono state organizzate alcune gare di sci di fondo valide per la Coppa del Mondo 2005.

### Berna e le Olimpiadi
Berna si era candidata per ospitare i XXI Giochi olimpici invernali del 2010, ma ritirò la sua presentazione nel settembre 2002 dopo un referendum. Questi giochi furono poi assegnati alla città canadese di Vancouver.